# Saint-Pierre-Azif
Saint-Pierre-Azif ist eine französische Gemeinde mit 165 Einwohnern (Stand 1. Januar 2022) im Département Calvados in der Region Normandie (vor 2016 Basse-Normandie). Sie gehört zum Arrondissement Lisieux und zum Kanton Pont-l’Évêque. Die Einwohner werden Aubervillais genannt.

## Geografie
Saint-Pierre-Azif liegt etwa 38 Kilometer ostnordöstlich des Stadtzentrums von Caen. Umgeben wird Saint-Pierre-Azif von Blonville-sur-Mer im Norden, Vauville im Nordosten und Osten, Glanville im Osten und Südosten, Bourgeauville im Südosten und Süden, Branville im Südwesten, Saint-Vaast-en-Auge im Westen sowie Villers-sur-Mer im Westen und Nordwesten.

## Bevölkerungsentwicklung
| Jahr                              | 1962 | 1968 | 1975 | 1982 | 1990 | 1999 | 2006 | 2019 |
| Einwohner                         | 204  | 176  | 145  | 145  | 158  | 153  | 141  | 163  |
| Quellen: Cassini, EHESS und INSEE |      |      |      |      |      |      |      |      |

## Sehenswürdigkeiten

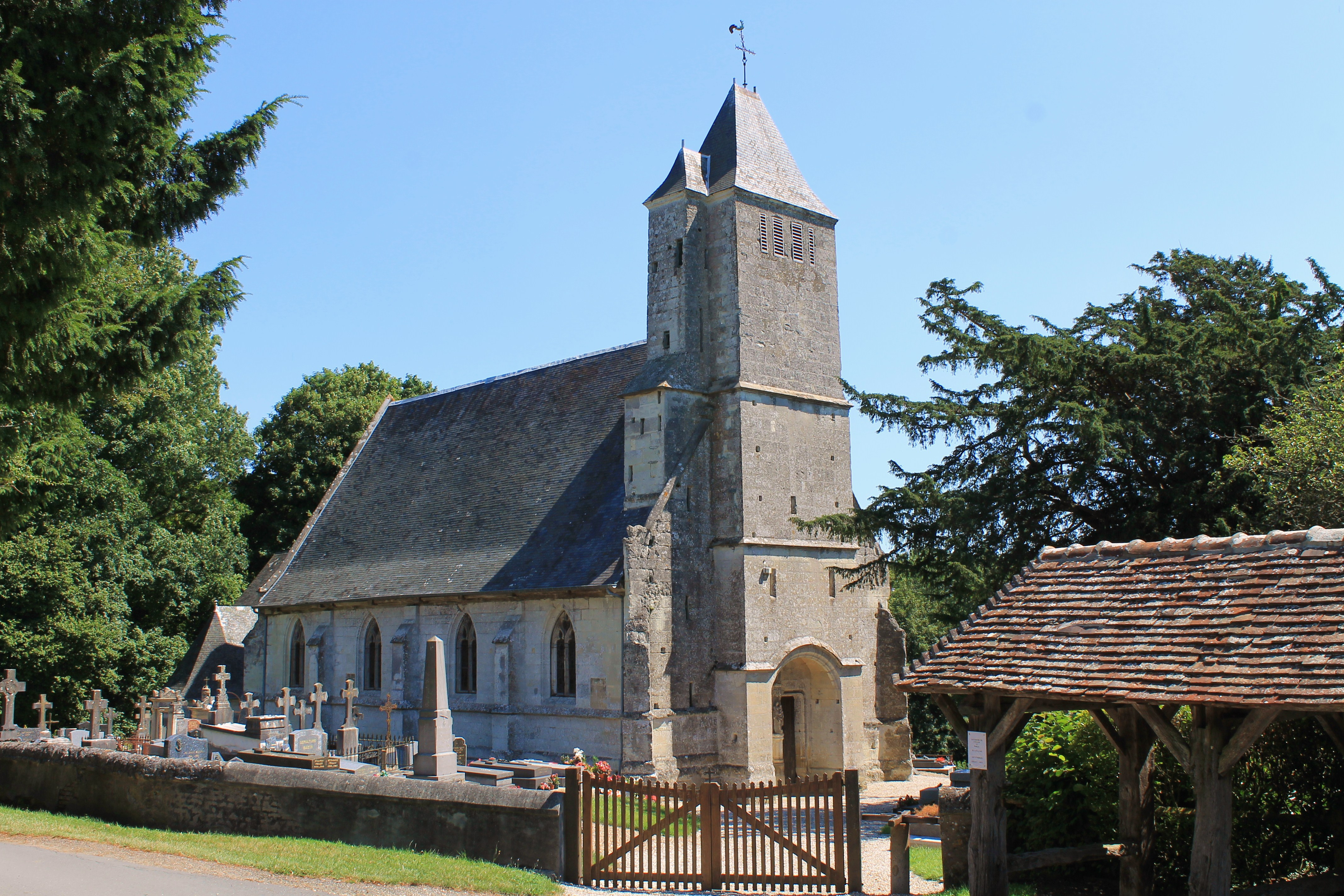
Kirche Saint-Pierre

- Kirche Saint-Pierre